# Känguru-Blumen
Die Känguru-Blumen (Anigozanthos; alte Schreibweise Känguruh-Blumen), auch Känguru-Pfoten (Kangaroo Paw) genannt, sind eine Pflanzengattung in der Familie der Haemodoraceae in der Ordnung der Commelinaartigen (Commelinales) innerhalb der Bedecktsamigen Pflanzen (Magnoliophyta). Der englische bzw. deutsche Trivialname bezieht sich auf die Form der Blüten, die Kängurupfoten ähneln.

## Beschreibung

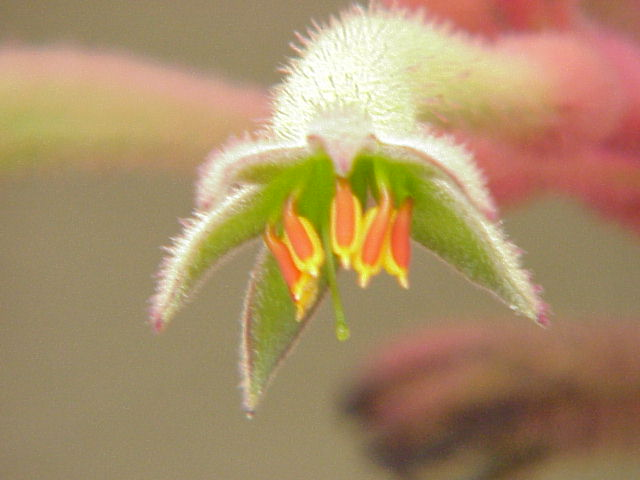
Zygomorphe Einzelblüte mit sechs Staubblättern und dem Griffel mit kopfiger Narbe. Man sieht deutlich die sechs Schlitze des Saums der Krone und die Kronröhre.

Die Anigozanthos-Arten sind ausdauernde krautige Pflanzen. Manche Arten enthalten einen farbigen Milchsaft. Sie haben als unterirdische Speicherorgane Rhizome. Sie haben parallelnervige Blätter, die meistens direkt über dem Boden rosettenartig gebildet werden. Oft sind die einfachen Laubblätter xeromorph. Die Blattränder sind glatt. Im Sommer, während der Trockenzeit, ziehen die Pflanzen ein und treiben nach dem Beginn des Winterregens wieder aus. 
Die traubigen oder zymösen Blütenstände sind bis zu 150 cm hoch. Die wollig-filzigen, zwittrigen Blüten sind dreizählig und zygomorph. Sie haben gleichgestaltete Blütenhüllblätter (Perigon). Die Blütenhüllblätter sind zu einer Röhre verwachsen, und es gibt nur einen Blütenhüllblattkreis, also drei Tepalen pro Blüte, die Krone ist vier- oder sechsfach geschlitzt. Es sind sechs Staubblätter vorhanden. Drei Fruchtblätter sind zu einem unterständigen oder halbunterständigen Fruchtknoten verwachsen. Es werden Kapselfrüchte gebildet. Es kommen sowohl Arten mit geflügelten als auch ungeflügelten Samen vor.

## Systematik und Verbreitung

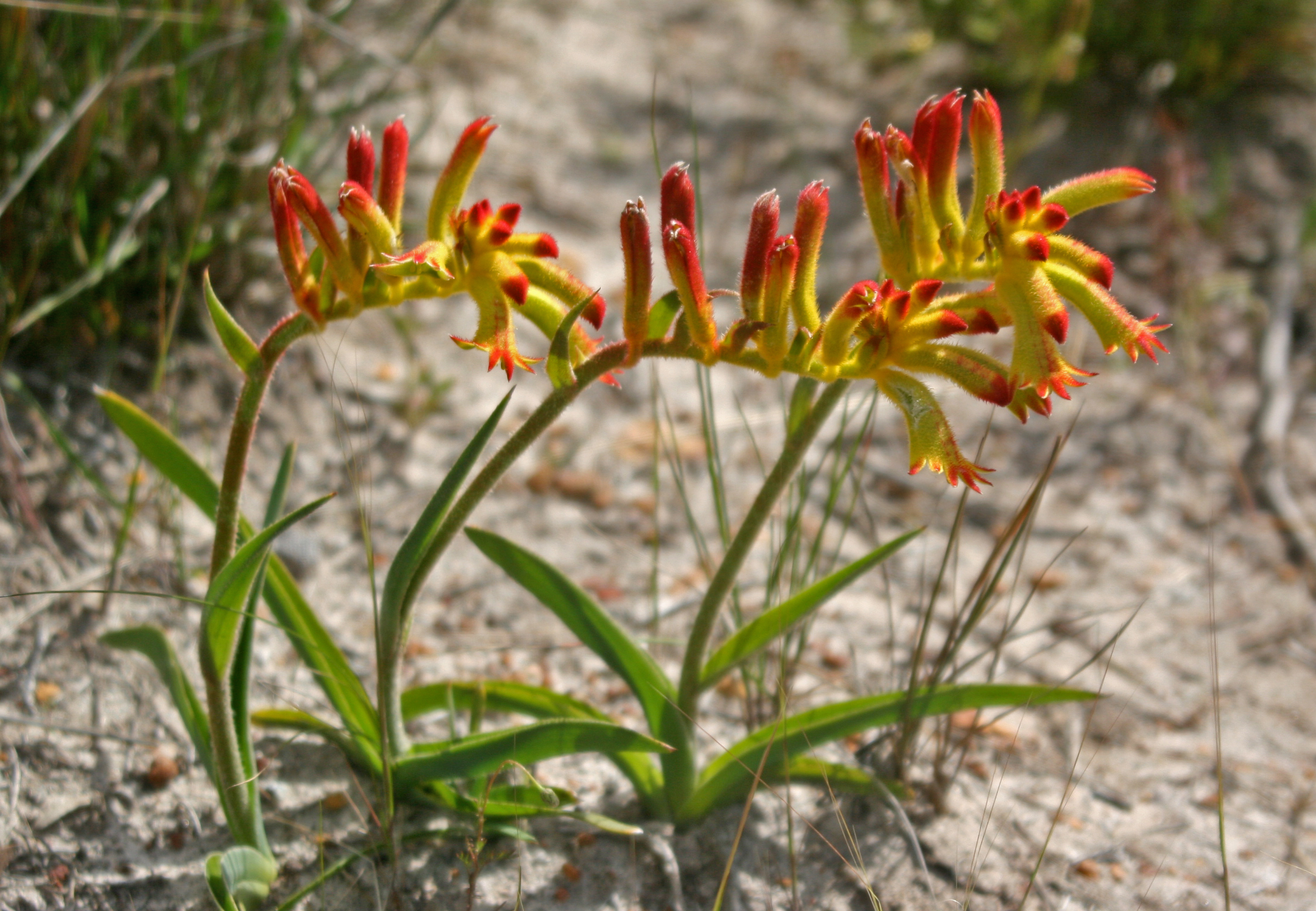
Anigozanthos humilis

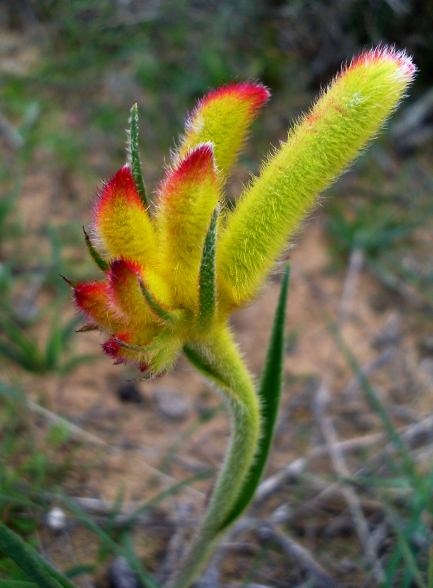
Anigozanthos humilis

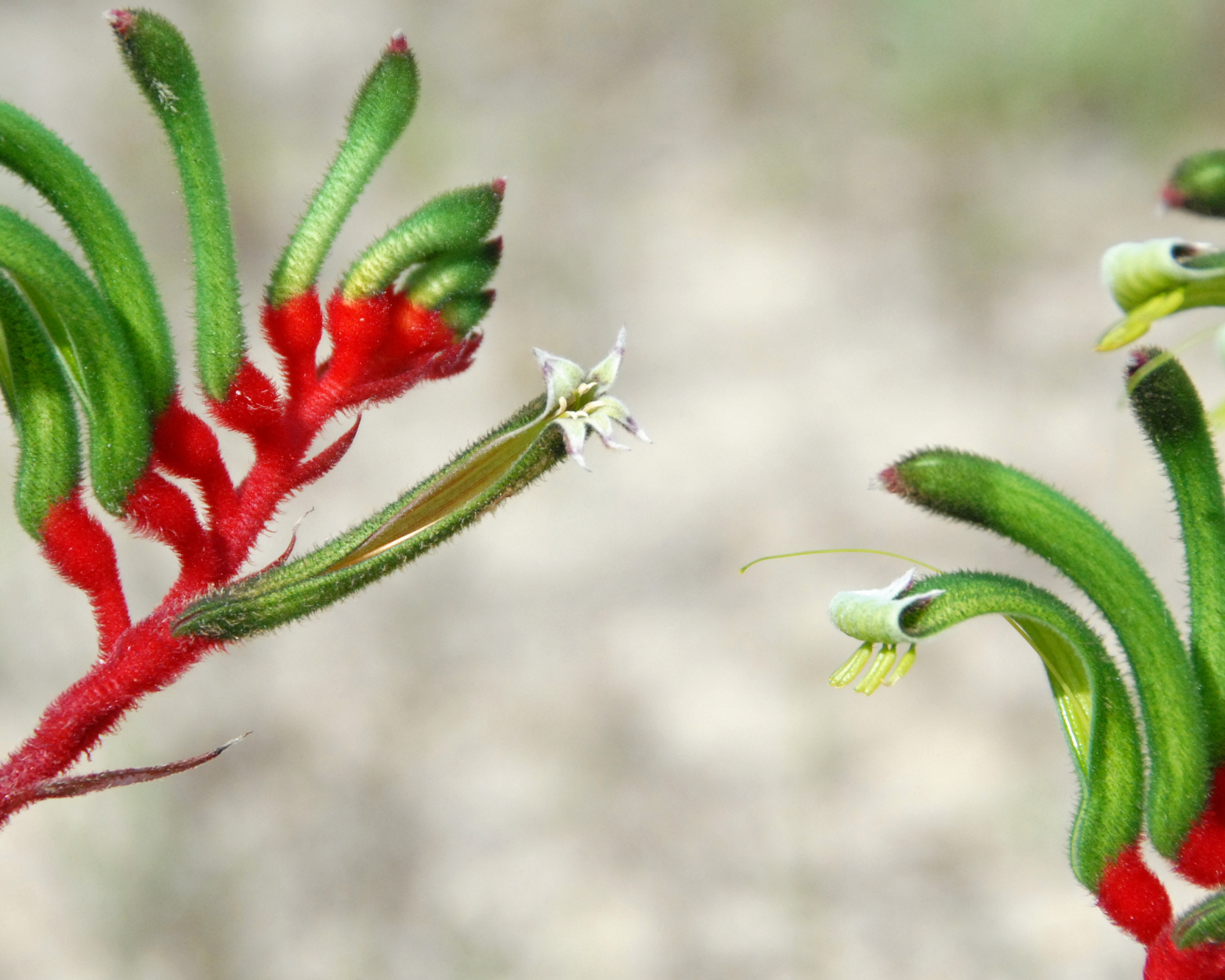
Anigozanthos manglesii

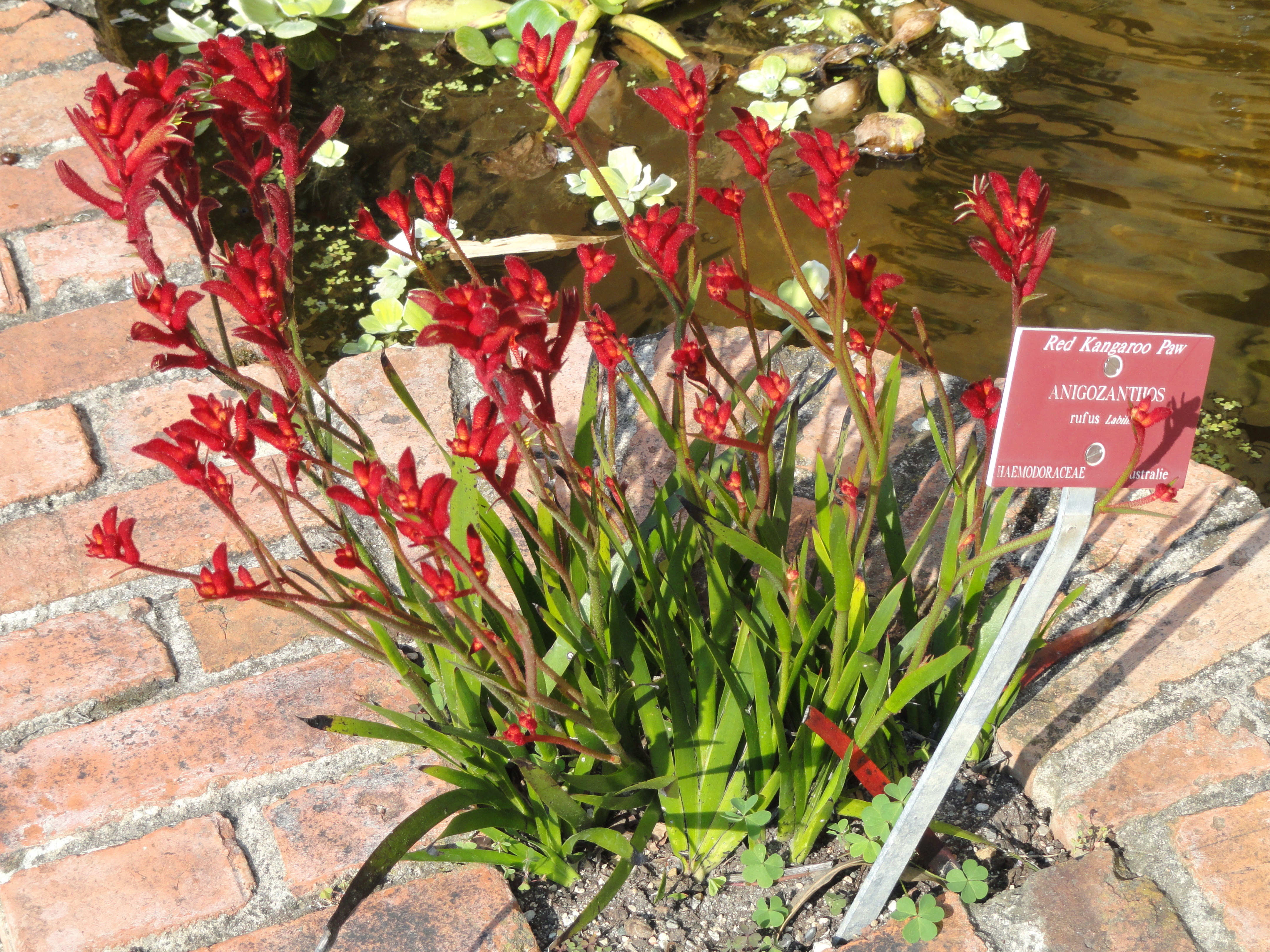
Habitus, Laubblätter und Blütenstände von Anigozanthos rufus

Die Gattung Anigozanthos wurde 1800 von Jacques Julien Houtou de Labillardière in Relation du Voyage a la Recherche de la Perouse, 1, S. 409, 410, 8. Auflage erstveröffentlicht. Typusart ist Anigozanthos rufus Labill. Synonyme für Anigozanthos Labill. sind Anigozia Salisb. ex Endl. orth. var., Schwaegrichenia Spreng., Anigosia Salisb. Der botanische Gattungsname Anigozanthos leitet sich ab vom altgriechischen ἄνισος anisos für „ungleich“ und ἄνθος ánthos für „Blume“, „Blüte“.
Alle Arten kommen ursprünglich nur im südwestlichen australischen Western Australia vor. Die Standorte haben einen gut durchlässigen Boden und sie sind meistens stark besonnt; meist auch feucht.
Die Gattung Anigozanthos enthält etwa zehn Arten (und einige Unterarten und Varietäten):
- Anigozanthos bicolor Endl.: Die vier Unterarten kommen im südwestlichen Australien vor:[2]
  - Anigozanthos bicolor subsp. bicolor
  - Anigozanthos bicolor subsp. decrescens Hopper
  - Anigozanthos bicolor subsp. exstans Hopper
  - Anigozanthos bicolor subsp. minor (Benth.) Hopper
- Große Känguru-Pfote (Anigozanthos flavidus DC., Syn.: Anigosanthos flavida DC. orth. var., Anigozanthus grandiflora Salisb. orth. var., Anigozanthos grandiflorus Salisb. nom. illeg., Anigozanthos flavidus DC. var. flavidus, Anigozanthos flavescens DC. nom. inval., Anigozanthus flavida var. bicolor Lindl. orth. var., Anigozanthos coccineus Lindl. ex Paxton, Anigosanthos flavida var. bicolor Lindl. orth. var., Anigozanthos flavidus var. bicolor Lindl., Anigozanthus coccineus Lindl. ex Paxton orth. var., Anigosanthos flavescens DC. orth. var., Anigozanthus flavida Lindl. orth. var., Agonizanthos flavida F.Muell. orth. var.): Es gibt keine Subtaxa mehr; es sind Langtagpflanzen. Sie kommt in Western Australia vor und ist auch in New South Wales verwildert.
- Anigozanthos gabrielae Domin: Sie kommt in Western Australia vor.[2]
- Anigozanthos humilis Lindl. (Syn.: Anigozanthus humilis Lindl. orth. var., Anigozanthos minimus Lehm., Anigozanthos dorrienii Domin, Anigozanthus minima Lehm. orth. var., Agonizanthos humilis F.Muell. orth. var.): Mit zwei Unterarten:
  - Anigozanthos humilis subsp. chrysanthus Hopper: Sie kommt im westsüdwestlichen Western Australia vor.[2]
  - Anigozanthos humilis Lindl. subsp. humilis: Sie kommt im westsüdwestlichen und im südwestlichen Australien vor.[2]
- Anigozanthos kalbarriensis Hopper: Sie kommt im westlichen Western Australia vor.[2]
- Anigozanthos manglesii D.Don (Syn.: Anigozanthus manglesii D.Don orth. var., Anigozanthos manglesii var. leptophyllus Domin, Anigozanthos manglesii var. leptophylla Domin orth. var., Agonizanthos manglesii F.Muell. orth. var.): Wappenblume des Bundesstaates Western Australia. Kurztagspflanze. Folgende Unterarten kommen in Western Australia vor:
  - Anigozanthos manglesii D.Don subsp. manglesii (Syn.: Anigozanthos manglesii var. flavescens Ostenf., Anigozanthos manglesii var. angustifolius Lindl., Anigozanthos manglesii var. virescens Ostenf.): Sie kommt im westsüdwestlichen und südwestlichen Western Australia vor.[2] Sie ist auch in Queensland verwildert.
  - Anigozanthos manglesii subsp. quadrans Hopper: Sie kommt im westlichen Western Australia vor.[2]
- Anigozanthos onycis A.S.George: Sie kommt im südwestlichen Australien vor.[2]
- Anigozanthos preissii Endl.: Es werden keine Subtaxa mehr unterschieden. Sie kommt im südwestlichen Australien vor.[2]
- Anigozanthos pulcherrimus Hook.: Sie kommt im westsüdwestlichen Western Australia vor.[2]
- Anigozanthos rufus Labill. (Syn.: Anigozanthos tyrianthinus Hook.): Sie kommt im südlichen Western Australia vor.[2]
- Grüne Känguru-Pfote (Anigozanthos viridis Endl.): Es gibt zwei Unterarten: 
  - Anigozanthos viridis subsp. terraspectans Hopper: Sie kommt im westsüdwestlichen Western Australia vor.[2]
  - Anigozanthos viridis Endl. subsp. viridis: Sie kommt im westsüdwestlichen Australien vor.[2]

Nicht mehr zu Anigozanthos gehört:
- Anigozanthos fuliginosus Hook. → Macropidia fuliginosa (Hook.) Druce[1]

## Bilder
Große Känguru-Blume (Anigozanthos flavidus, eine der vielen Sorten, keine reine Art):

Habitus, im Freiland
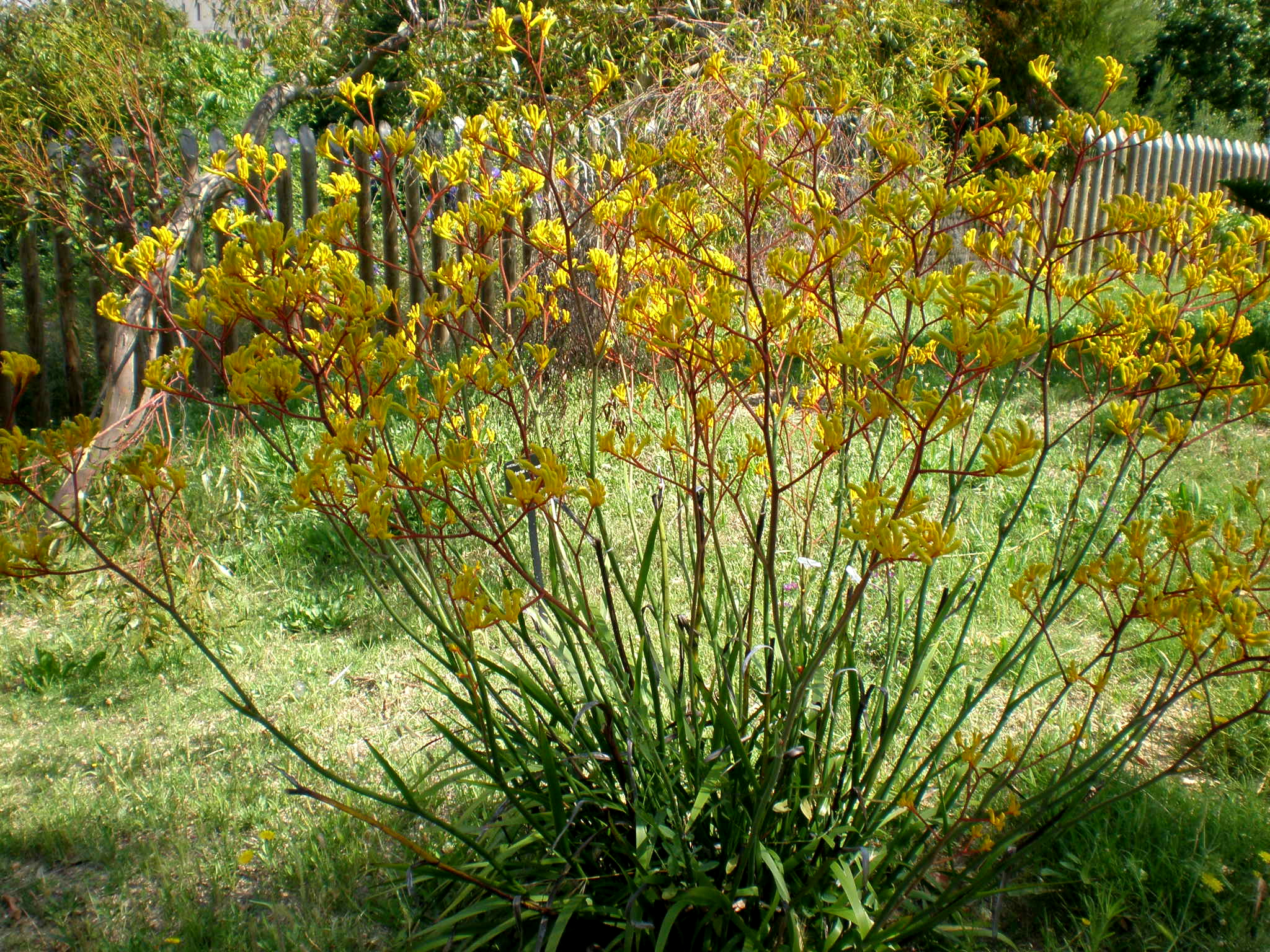
Habitus
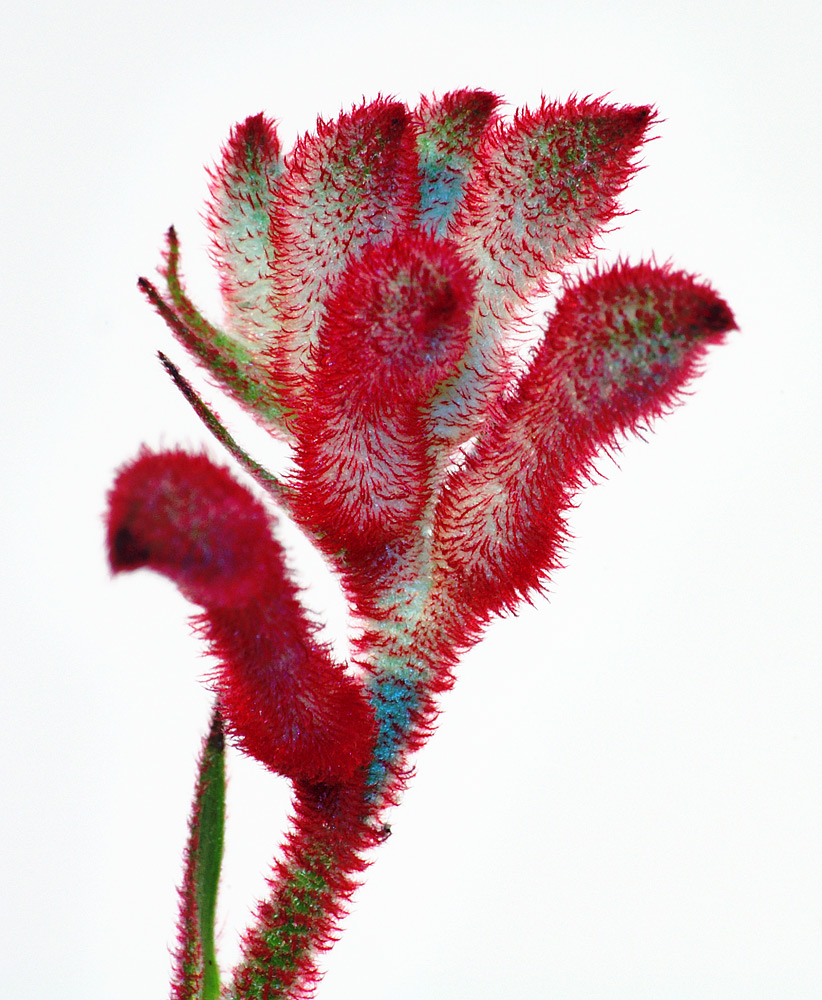
Knospig

## Zierpflanze
Es gibt eine große Anzahl an Hybriden. In Regionen ohne Frost werden diese Zierpflanzen in Parks und Gärten angepflanzt. Es gibt auch einige Sorten, die sich als Zimmerpflanzen eignen.

### Kultur in Gartenbaubetrieben
Eine vegetative Vermehrung ist kostspielig, da pro Pflanze nur wenige Rhizomstecklinge gewonnen werden können und deshalb große Mutterpflanzenbestände erforderlich sind. Nach der Rhizomteilung bewurzeln die Triebe innerhalb von zwei bis vier Wochen.
Eine Aussaat ist die üblichere Methode. Für 1000 Pflanzen benötigt man 2,5 g. Ausgesät wird am besten im Januar, die Keimdauer beträgt 21 bis 25 Tage bei einer Temperatur von: Tag 20 °C und Nacht 12 °C. Es sind Lichtkeimer, also die Aussaat nicht mit Erde abdecken. Auch durch Gewebekultur erhält man gute Jungpflanzen.
Zwei bis drei Monaten nach der Aussaat wird pikiert, nach weiteren zwei bis drei Monaten wird in den 10 bis 13 cm Endtopf eingetopft. In der Wachstumsphase hält man die Temperatur tagsüber bei 25 °C, nachts bei 18 bis 20 °C.
Um die Pflanzen zum Blühen zu bringen, ist eine Induktionsphase erforderlich. Die Blühphase wird durch eine kühle Temperatur für eine Dauer von fünf Wochen bei tags 14 °C und nachts 10 °C eingeleitet. Danach kann man die Temperatur auf tags 16 °C und nachts 13 °C einstellen.
Man sollte den Wurzelballen nicht austrocknen lassen, sonst fallen die Blütenknospen ab. Es wird wöchentlich gedüngt. Je heller der Standort ist, desto intensiver sind die Knospen und Blüten gefärbt. Pro Quadratmeter stehen 50 bis 80 Pflanzen. Die Kulturdauer von der Aussaat bis zum Verkauf beträgt acht bis zwölf Monate. Auch eine Kultur zur Erzeugung von lange haltbaren Schnittblumen ist möglich.
Eine Beeinflussung der Blütezeit durch Lichtreaktion ist möglich, die einzelnen Arten reagieren allerdings unterschiedlich. So ist A. flavidus eine Langtagpflanze, aber A. manglesii eine Kurztagspflanze. Einige Arten reagieren kaum auf Tageslängen.